# Artweaver
Artweaver — програма для обробки фотографій і зображень з широким набором художніх ефектів.  Головними перевагами Artweaver є широкий вибір налаштувань для стандартних пензлів і фільтрів.
Графічний редактор Artweaver здатний імпортувати і експортувати графіку в різні формати. Програма працює з графічними файлами у форматах BMP, GIF, JPEG, JPG, JPE, PCX, PNG, TGA, VDA, ICB, VST, TIF, TIFF і AWD.

## Основні можливості Artweaver
Основними є такі можливості Artweaver:
- «Піпетка» для взяття зразка кольору з зображення: бере колір пікселя, або усереднення 3х3 і 5х5 пікселів.
- «Градієнт» — унікальний інструмент залиття спіраллю.
- Всі стандартні інструменти редагування — кадрування, залиття, виділення фрагмента.
- Збереження історії для скасування/повтору останніх дій.
- Інструменти прозорості та розподілення шарів.
- Підтримка Tablet PC.
- Багатомовний інтерфейс (поки доступні англійська та німецька мови).
- Редагування текстових шарів.
- Можливість розширення різними плагінами.